# Pik Pjatnenkova
Pik Pjatnenkova är en bergstopp i Antarktis. Den ligger i Östantarktis. Storbritannien gör anspråk på området. Toppen på Pik Pjatnenkova är 1 364 meter över havet.
Terrängen runt Pik Pjatnenkova är kuperad åt nordost, men åt sydväst är den platt. Terrängen runt Pik Pjatnenkova sluttar söderut. Trakten är obefolkad. Det finns inga samhällen i närheten.